# Lesione vascolare
La lesione vascolare è una lacerazione di un vaso sanguigno. Le lesioni possono essere di due tipi:
- Lesioni penetranti determinano di solito la lacerazione o la sezione del vaso.
- lesioni non penetranti, ovvero contusivi, comportano una serie di lesioni vascolari potenziali che vanno dalla formazione di un piccolo flap intimale al danno estensivo di tipo transmurale.

Il sanguinamento che si produce da una lesione vascolare può essere esterno, od al contrario essere contenuto dai tessuti perivasali e determinare la formazione di uno pseudoaneurisma.
Le lesioni vascolari possono verificarsi per diversi fattori: predisposizione genetica, terapie ormonali, danni da raggi ultravioletti, gravidanza, interventi di rinoplastica, complicanze da couperose, e altre. 
Tali alterazioni si verificano spesso a livello di guance, zigomi, gambe, cosce ed i piedi.

## Interventi
Tenendo presenti le suddette considerazioni, è utile distinguere tra due categorie di interventi chirurgici eseguibili per il trattamento di lesioni vascolari di analoga importanza:
- Interventi semplici e di più rapida esecuzione, ricordiamo la legatura del vaso e la sutura marginale o laterale dello stesso.
- Interventi complessi, tra i quali ricordiamo la riparazione con patch della lesione vasale, l'anastomosi termino-terminale dei due monconi e la sostituzione protesica, sono spesso di lunga durata e prevedono la presenza di lunghe linee di sutura.

Le lesioni vascolari del viso e del corpo possono essere definitivamente eliminate con la tecnologia laser e/o biomediche ed elettro-ottiche avanzate.
La cura consiste nel distribuire una piccola quantità di gel a livello della lesione vascolare ed emettere tramite uno strumento laser, uno spot che riesce ad attraversare la cute e viene assorbito dalla componente ematica endovascolare. L'effetto che ne consegue è una “termocoagulazione” con assorbimento e scomparsa della lesione.
Il rossore e/o eritrosi possono essere curate con Luci Pulsate (IPL), mentre per i vasi di maggiori dimensioni e più profondi bisogna ricorre a tecnologie laser più specifiche e mirate.
Gli angiomi vengono invece trattati con laser specifici come IPL di ultima generazione, Dye-Laser e KTP. Il trattamento non comporta nessuna modifica delle normali attività quotidiane. L'unico agente da limitare riguarda l'esposizione solare che necessita delle protezioni con schermi solari specifici.
Le patologie vascolari generalmente necessitano un numero limitato di interventi. Il loro numero può però variare in base al tipo, alla gravità e alla zona interessata.